# Euchone arenae
Euchone arenae är en ringmaskart. Euchone arenae ingår i släktet Euchone och familjen Sabellidae. Inga underarter finns listade i Catalogue of Life.